# Grace Adler
(Grace Adler)
Grace Elizabeth Adler è un personaggio della popolare serie TV Will & Grace, interpretato da Debra Messing. È una designer d'interni che vive a New York con il suo amico gay Will Truman. Si è laureata alla Columbia University.

## Il personaggio
Grace nasce il 26 aprile 1967 a Schenectady, New York. Nella sua infanzia viene molto influenzata dalla madre Bobbie (Debbie Reynolds), un'attrice drammatica. Grace ha fortemente cercato l'affetto di suo padre Martin (Alan Arkin), competendo con le sue due sorelle (una maggiore e l'altra minore), che avevano più problemi di lei (Joyce, interpretata da Sara Rue, è bulimica, mentre Janet, interpretata da Geena Davis, è una lavoratrice precaria sessualmente promiscua). Il suo secondo nome, Elizabeth, deriva da Elizabeth Taylor, l'attrice preferita di sua madre.
La sua amicizia con Will inizia al College, quando Grace irrompe nell'appartamento di Will attratta dall'odore di una cioccolata calda, anche se in una puntata è Grace stessa a dire a Will che il primo incontro è avvenuto sul tetto di un grattacielo di New York, lo stesso grattacielo in cui Grace e Leo si stanno per sposare (non si sa però se questa storia è vera o è un modo per convincere Will a fare l'accompagnatore all'altare di Grace). Da lì in poi percorreranno le loro strade insieme, tanto che lei si trasferisce per lungo tempo nell'appartamento di Will. Grace è per natura tirchia, terribilmente golosa (il suo soprannome al liceo era "Grassa Adler"), egoista e insicura su ogni scelta che fa. Cerca invano l'amore tra mille esperienze negative con uomini che si rivelano dei veri e propri fallimenti, consapevole di avere sempre il suo migliore amico accanto anche nei momenti duri, fino a quando non incontra per puro caso, poco prima di farsi inseminare artificialmente con il seme di Will, l'uomo della sua vita, Leo (interpretato da Harry Connick Jr.), il principe con il cavallo bianco che desiderava fin da bambina.
A partire dalla quinta stagione fino all'ultima puntata la relazione tra Grace e Leo sarà turbolenta, fatta di allontanamenti durati mesi a causa del lavoro di lui in ospedali del terzo mondo e dal tradimento di Leo con una dottoressa, una sua collega in Cambogia, che porterà Grace a lasciarlo fino a quando si ricongiungeranno e vivranno insieme con la loro bambina, Lyla, la quale conoscerà il figlio di Will, Ben, al college (proprio come è capitato ai loro genitori) e in seguito i due si sposeranno.
Grace è una designer d'interni e si avvale della non-collaborazione della plurimilionaria Karen Walker, che ha assunto solo per le sue conoscenze, vista tra l'altro la sua totale incapacità a lavorare e a svolgere anche i compiti più semplici come spedire un fax o rispondere al telefono. Karen, una alcoolizzata e impasticcata, critica continuamente Grace con sarcastiche osservazioni sul modo di vestire e di pettinarsi. Con il passare del tempo, tuttavia, le due diventano ottime amiche.